# Bosc de Sant Joan (Reguard)
El Bosc de Sant Joan és un bosc dels termes municipals de la Pobla de Segur i de Senterada, al Pallars Jussà.
Està situat al sector oriental del terme, al nord-est de Lluçà i de Reguard, en els contraforts de ponent del Roc de Sant Aventí. La major part del bosc és dins del terme de Senterada, però la part alta entra dins del de la Pobla de Segur. El bosc ocupa tota la capçalera i la part alta del barranc de Sant Joan.